# Ngombi
A ngombi nyolchúros afrikai ívhárfa, melyet Gabonban a fang, a cogo, a kele és más népek használnak ének kíséretére és spirituális, rituális célokra.

## Leírása
A ngombi nyitott hárfa, ívhárfa. Rezonátorteste fából faragott-kivájt hosszúkás vályú formájú, melynek nyitott részére rezonánsként szolgáló bőrhártya feszül. Az enyhén ívelt, hangolókulcsokkal ellátott nyak a test hátoldali részéből kinővő nyúlványához, polchoz van rögzítve kötözéssel: ennek alapján a ngombi  az afrikai hárfák Wachsmann-féle tipológiája szerinti harmadik csoportba, a polcos típusba tartozik.
A Gabon belső területein található hárfák testformája szabályos vagy finoman kiöblösödő téglaforma, a nyak rögzítésére szolgáló felső vége gyakran egy emberi fejet formáló szobrocska. Ez legtöbbször női fej, de egyes példányokon lehet Ianus-arcú, vagy férfifej is. A déli területeken ezzel szemben a test inkább hajó formájú, lekerekített keresztmetszetű, a nyak rögzítését segítő nyúlvány itt nem figurális, de a hajó orrára, orrárbócára emlékeztet. Más afrikai figurális hárfáktól eltérően a hangszertestnek alul rendszerint nincs emberi lábakat megformáló nyúlványa.
A test kivájt hasi oldalára rezonánsként szolgáló antilop- vagy ritkábban gyíkbőrt feszítenek, melyet vagy kötözéssel, vagy szegekkel rögzítenek. Hosszanti irányban a bőr alatt enyhén domborúra meghajlott fapálca fut végig, amely a húrtartó szerepét tölti be. A pálca a nyolc húrnak megfelelően nyolc ponton a bőrrel megegyező helyeken ki van lyukasztva a húrok átfűzéséhez. A rezonánsbőrön kerek hangnyílás is van.
A hárfanyak a test hátoldalából kinövő nyúlvány tövébe illeszkedik, majd feljebb egy helyen a nyúlványba fúrt lyukakon át kötözéssel van rögzítve. Enyhén ívelt formájú, profilja a hangszer hossztengelye irányában enyhén nyújtott elliptikus. A nyak kónikus furataiba illeszkedik a nyolc darab fa hangolókulcs.
A húrok a Vanilla africana nevű kúszónövény légzőgyökereiből készülnek. A húrtartó pálca, majd a rezonánsbőr lyukain átfűzve indulnak ki a nyakon elhelyezett hangolókulcsok irányába, amikhez egy ravasz, a nyakat is átkaroló hurkolási módszerrel csatlakoznak, ami azt a célt szolgálja, hogy a húrok feszítő ereje kiegyensúlyozottan hasson a nyakra. Ez a megoldás hasonló ahhoz, mint amit a kundi hárfa esetében is alkalmaznak.

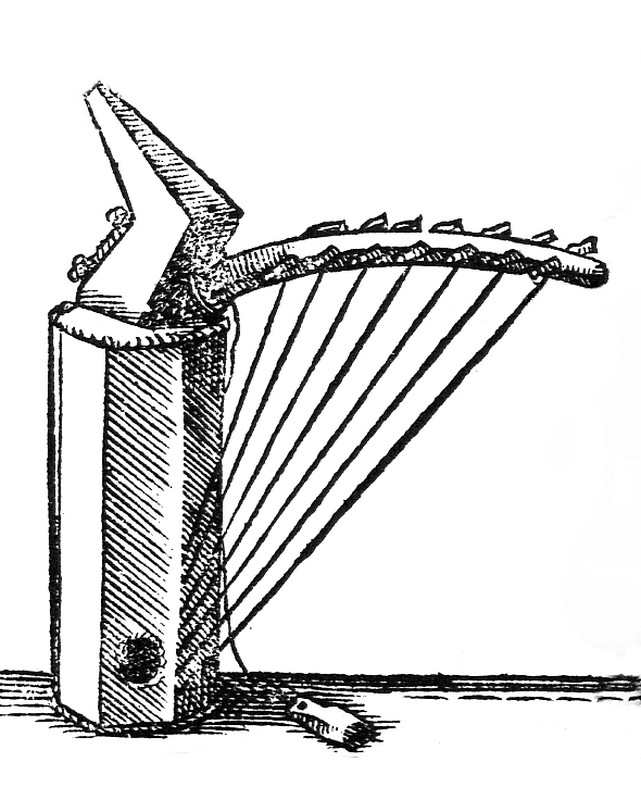
Michael Praetorius, Syntagma Musicum, 1620.

## Használata
A ngombit függőleges helyzetben szólaltalják meg, vagyis játék közben a hárfa teste a zenész hasához simul, a nyak kifelé mutat. A jobb kéz rendszerint a bal fölött helyezkedik el, a négy magasabb húrt pengeti, míg a bal a négy mélyebbet.
A ngombi hangsora hexatonikus, a Pierre Sallée által közölt skála ereszkedő sorban szolmizálva: re - dó - lá - szó - fá(♯) - mi(♭) - re - dó, ahol a fá illetve a mi hangok intonálása eltér az európai zenében megszokottól, ezek a re illetve a dó hangokkal semleges tercet képeznek.
A ngombi zenéje a hangszer sajátos hangolásának, játékmódjának köszönhetően az európai zenéhez szokott fülnek is meglehetősen tonálisnak, harmonikusnak hat. A mindennapokban a hárfán kísért énekek anekdotikusak, barátságokról, szerelmekről, napi eseményekről szólnak. A ngombi fontos szerepet kap bizonyos beavatási szertartásokban, mint amilyen a bwiti.
A ngombi évszázadok óta szinte változatlan formában létezik, amit Michael Praetorius 1620-ban kiadott Theatrum instrumentorum seu sciagraphia című munkájának XXXI. tablóján látható hárfaábrázolás bizonyít, ami tökéletesen megfelel a gaboni hárfa kele nép által ma is használt változatának.

## Tárgyi anyag
- Figurális díszítésű ngombi, 20. század

## Hangzó anyag
- Ngombi használata a bwiti beavatási rítusban